# Autrey-lès-Cerre
Autrey-lès-Cerre ist eine Gemeinde im französischen Département Haute-Saône in der Region Bourgogne-Franche-Comté.

## Geographie
Autrey-lès-Cerre liegt auf einer Höhe von 362 m über dem Meeresspiegel, neun Kilometer nordwestlich von Villersexel und etwa 14 Kilometer östlich der Stadt Vesoul (Luftlinie). Das Dorf erstreckt sich im zentralen Teil des Departements, auf einer Höhe zwischen den Tälern von Ruisseau de l'Étang und Lauzin.
Die Fläche des 5,48 km² großen Gemeindegebiets umfasst einen Abschnitt in der gewellten Landschaft zwischen dem Becken von Vesoul im Westen und der Ebene von Lure im Osten. Der zentrale Teil des Gebietes wird von der Höhe von Autrey eingenommen. Sie bildet einen breiten Sattel, der im Norden vom Mont Moiran (418 m), im Süden vom Mont d'Autrey (mit 426 m die höchste Erhebung von Autrey-lès-Cerre) und den Waldhöhen des Chanoi (408 m) flankiert wird. Nach Westen reicht das Gemeindeareal in das Quellgebiet und die Mulde des Ruisseau de l'Étang. Im Nordosten erstreckt sich der Gemeindeboden bis in die Niederung des Ruisseau de la Corvée d'Agrey. Diese Mulden und die Höhe von Autrey werden landwirtschaftlich genutzt. In geologisch-tektonischer Hinsicht bestehen die Mulden aus einer Wechsellagerung von sandig-mergeligen und kalkigen Sedimenten, die während der Lias (Unterjura) abgelagert wurden. Die Höhen sind aus einer widerstandsfähigen Kalkschicht der mittleren Jurazeit aufgebaut.
Nachbargemeinden von Autrey-lès-Cerre sind Liévans im Norden, Montjustin-et-Velotte im Osten, Borey und Cerre-lès-Noroy im Süden sowie Noroy-le-Bourg im Westen.

## Geschichte
Erstmals urkundlich erwähnt wird Autrey im Jahr 1211. Im Mittelalter gehörte das Dorf zur Freigrafschaft Burgund und darin zum Gebiet des Bailliage d’Amont. Zusammen mit der Franche-Comté gelangte der Ort mit dem Frieden von Nimwegen 1678 definitiv an Frankreich. Heute ist Autrey-lès-Cerre Mitglied des 12 Ortschaften umfassenden Gemeindeverbandes Communauté de communes des Grands Bois.

## Sehenswürdigkeiten
Die Dorfkirche von Autrey-lès-Cerre wurde 1847 neu erbaut. Ebenfalls aus dem 19. Jahrhundert stammt das überdachte Lavoir, das einst als Waschhaus und Viehtränke diente.

## Bevölkerung
| Jahr                       | 1962 | 1968 | 1975 | 1982 | 1990 | 1999 | 2006 | 2010 | 2015 | 2022 |
| Einwohner                  | 134  | 140  | 118  | 150  | 155  | 155  | 243  | 226  | 232  | 240  |
| Quellen: Cassini und INSEE |      |      |      |      |      |      |      |      |      |      |

Mit 240 Einwohnern (1. Januar 2022) gehört Autrey-lès-Cerre zu den kleinen Gemeinden des Département Haute-Saône. Nachdem die Einwohnerzahl in der ersten Hälfte des 20. Jahrhunderts deutlich abgenommen hatte (1881 wurden noch 280 Personen gezählt), wurde seit Mitte der 1970er Jahre wieder ein Bevölkerungswachstum verzeichnet. Seither hat sich die Einwohnerzahl verdoppelt.

## Wirtschaft und Infrastruktur
Autrey-lès-Cerre war bis weit ins 20. Jahrhundert hinein ein vorwiegend durch die Landwirtschaft (Ackerbau, Obstbau und Viehzucht) geprägtes Dorf. Heute gibt es einige Betriebe des lokalen Kleingewerbes. In den letzten Jahrzehnten hat sich das Dorf zu einer Wohngemeinde gewandelt. Viele Erwerbstätige sind deshalb Wegpendler, die in den größeren Ortschaften der Umgebung und in der Agglomeration Vesoul ihrer Arbeit nachgehen.
Der Ort liegt abseits der größeren Durchgangsachsen an einer Departementsstraße, die von Noroy-le-Bourg nach Villersexel führt. Weitere Straßenverbindungen bestehen mit Cerre-lès-Noroy und Liévans.